# Nitrianske Rudno
Nitrianske Rudno (in tedesco Windischruden, in ungherese Divékrudnó) è un comune della Slovacchia facente parte del distretto di Prievidza, nella regione di Trenčín.
Fu menzionato per la prima volta in un documento storico nel 1275, quale feudo della famiglia locale Divéki/Diviacký. All'epoca, alcuni coloni tedeschi si stabilirono nel villaggio. Nel XVI secolo passò agli Ujfalussi e poi alla famiglia locale dei Rudnay. 
Del comune fa parte la frazione di Kršťanova Ves (in tedesco Christinendorf, in ungherese Terestyénfalva).